# Wapen van Berkelland

Wapen van Berkelland

Het wapen van Berkelland is het wapen van de gemeente Berkelland, bestaande uit een combinatie van de wapens van de gemeenten waaruit de samengevoegde gemeente werd gevormd. De beschrijving luidt: 
"In goud een golvende dwarsbalk van azuur, vergezeld boven van drie bollen van keel, geplaatst twee en één, en beneden van een springende hazewind van sabel, geoogd en gehalsband van zilver. Het schild gedekt met een gouden kroon van drie bladeren en twee parels en gehouden door twee leeuwen van goud, getongd en genageld van keel."

## Geschiedenis
Toen op 1 januari 2005 Borculo, Eibergen, Neede en Ruurlo samengingen, moest er een nieuw wapen worden ontworpen. Er werden twee ontwerpen ingediend bij de Hoge Raad van Adel. Beide ontwerpen symboliseren de wapens van de oude gemeenten. Het tweede ontwerp werd door de Hoge Raad afgekeurd, omdat het te ouderwets werd bevonden. De gemeenteraad van Berkelland heeft in haar eerste vergadering van 3 januari 2005 gekozen voor het huidige wapen. Het wapen bestaat uit drie elementen, drie rode bollen voor de heerlijkheid Borculo waartoe ook Eibergen en Neede hoorden, een hazewindhond voor de heerlijkheid Roderlo, later Ruurlo. Daarover geplaatst een golvende blauwe dwarsbalk, die de Berkel symboliseert. De kroon en de leeuwen als schildhouders, werden ten slotte van Neede overgenomen. Het wapen werd per Koninklijk Besluit van 3 februari 2005 verleend aan de gemeente.

## Verwante wapens

Wapen van Ruurlo
Heerlijkheid Borculo
Wapen van Neede